# Gemeentebelangen (Aarschot)
Gemeentebelangen was een Belgische lokale politieke partij in Aarschot.

## Geschiedenis
De partij ontstond in 2010 als scheurlijst van Lijst Dedecker (LDD). De meeste oprichters keerden later evenwel terug naar deze partij, uitgezonderd Lode Mommaerts. Als eenmanspartij nam deze vervolgens deel aan de gemeenteraadsverkiezingen van 2012. De kieslijst overtuigde 0,93% van de Aarschottenaars, onvoldoende voor een zetel in de gemeenteraad.